# Gorgonio Rentería
Gorgonio de Rentería y Léniz (Elanchove, España, 9 de setiembre de 1868 - Bayona, Francia, 27 de enero de 1940) fue un capitán de la marina mercante y político español.

## Biografía
Residió durante 20 años en Filipinas, donde vivió la guerra hispano-estadounidense y la salida de España como potencia colonial en aquel país. A su vuelta de Asia, Rentería se involucra en la política como miembro de Comunión Nacionalista Vasca, escisión del PNV de tendencia autonomista y moderada. Rentería ejerció como presidente de CNV entre 1917 y 1919, en aquella época movimiento mayoritario del nacionalismo vasco frente al ultra Aberri, de tendencia independentista. Finalmente, ambos grupos se reunifican en 1930 y se recupera el nombre original del PNV, perdido tras la escisión que dio lugar a CNV y Aberri. Fue sucedido por Ignacio de Rotaeche como presidente de CNV.
Fue igualmente diputado de la Diputación Foral de Vizcaya entre 1917 y 1920. Asimismo, fue alcalde de Elanchove.
Durante la guerra civil española debe exiliarse a Francia, en cuya localidad de Bayona, limítrofe con España, fallece en 1940. 
Fue abuelo del consejero del Gobierno vasco por el PSE-EE, Rafael Bengoa.